# Котлаванне
Котлава́нне (каз. Котлован) — село у складі Карабалицького району Костанайської області Казахстану. Входить до складу Тогузацького сільського округу.
Населення — 143 особи (2021; 202 у 2009, 266 у 1999, 247 у 1989).
У радянські часи село називалось Котлованне.